# Jordi Sabater i Pi
Jordi Sabater i Pi, noto anche come Jorge Sabater Pi (Barcellona, 2 agosto 1922 – Barcellona, 5 agosto 2009), è stato un etologo spagnolo, specialista mondiale in primatologia e scopritore di alcuni comportamenti culturali di varie specie. La scoperta più nota fatta da Sabater Pi è sicuramente un tratto comportamentale dello scimpanzé, ossia l'utilizzo di utensili da parte di queste specie.
In segno del proprio impegno verso gli scimpanzé, la conferma della loro vicinanza (sia genetica che comportamentale) agli umani e la pericolosità dei propri habitat, Sabater Pi affermò che la loro diminuzione e, nel caso di alcune sottospecie, il rischio di estinzione erano paragonabili ad un genocidio umano. Fin dai primi anni del XXI secolo, il professor Jordi Sabater Pi era chiaramente a favore della protezione e della conservazione dei primati e sosteneva progetti come il Progetto Grande scimmia in Spagna o la Fondazione Mona a Gerona.

## Biografia
Tra il 1940 e il 1969 visse nella Guinea Equatoriale, dove studiò culture indigene e specie animali locali poco conosciute. Nel 1969 andò a lavorare come conservatore di primati allo zoo di Barcellona, continuando i suoi studi con una sovvenzione del National Geographic e in compagnia della zoologa Dian Fossey. Negli anni '60 scoprì Copito de Nieve, il gorilla albino che viveva nello zoo di Barcellona.
Nel 1976 divenne professore di etologia, avendo presentato la materia per la prima volta in un'università spagnola. Fu professore di etologia presso la Facoltà di Psicologia dell’Università di Barcellona e introdusse in Spagna lo studio del comportamento degli animali e la primatologia. Vari discepoli hanno proseguito il suo lavoro all'interno dell’Università di Barcellona, come Joaquim J. Veà Baró e Mateo Escobar Aliaga, o Montserrat Colell Mimó e dell’Università autonoma di Madrid come Fernando Peláez, Ángela Loeches, Carlos Gil e Susana Sánchez.
Scoprì la rana gigante Conraua goliath, studiò il comportamento dell'indicatore del miele, l'uccello Melichneutes robustus, fu il primo ad osservare che gli scimpanzé producevano bastoncini per catturare le termiti e ingerire un certo tipo di sabbia in qualità di medicinali e fece studi meticolosi sui nidi creati da gorilla e scimpanzé. La sua azione più celebre fu quella di aver mandato il gorilla Fiocco di Neve allo zoo di Barcellona. Alcuni indigeni lo avevano portato nel centro di Ikunde, dove era stato assegnato allo zoo di Barcellona: se fosse stato rilasciato, sarebbe morto molto presto, data la sua visibilità e mancanza di melanina che gli sarebbero state avverse.
Ricevette il Dottorato Honoris Causa dell'Università Autonoma di Madrid nel 1993 su proposta della Facoltà di Psicologia e divenne inoltre membro onorario dell'Associazione Primatologica Spagnola.
Era un grande disegnatore e pertanto, quando morì, lasciò in eredità tutti i suoi documenti all'Università di Barcellona, tra cui più di 2000 disegni, acquerelli e appunti. L'UB mantiene la collezione di Sabater Pi al Barcelona Technology Park.